# Erik Poulsen (político dinamarquês)
Erik Poulsen (nascido a 16 de Junho de 1967) é um político dinamarquês que serve como membro do Parlamento Europeu pelo partido político Venstre desde 2022.